# Gedi
Gedi – wieś położona w Kenii nad Oceanem Indyjskim w hrabstwie Kilifi. W miejscowości znajdują się ruiny  dawnego portu, datowane na XIII wiek lub wcześniejsze.
Gedi było częścią dystryktu Malindi w prowincji Nadmorskiej i w 2005 liczyło 596 mieszkańców.